# Surya Namaskara
Surya Namaskara, ovvero il saluto al sole, è una serie di āsana di Hatha Yoga. Deriva dal sanscrito "surya" che significa "sole", e "namaskara" che significa "saluto".
La serie di āsana viene eseguita dai praticanti yoga al mattino, al momento del sorgere del sole, per poter meglio sfruttare l'energia solare presente in quel momento.
La sequenza viene realizzata in modo completo insieme all'ausilio di prāṇāyāma (esercizi respiratori), mantra (suoni vocali), mudrā (gestualità simbolica) e con particolare attenzione ai chakra (centri energetici del corpo umano).

## Scopo della serie
Lo scopo di questa sequenza, è inizialmente quello devozionale nei confronti del sole. Il sole (surya) è infatti sin dai tempi antichi identificato come colui che genera la vita con i suoi raggi energetici che fanno fiorire l'uomo e la natura.
Ma lo scopo non è solo devozionale e simbolico, ma è anche fisico. Infatti la pratica del saluto al sole ha il compito di sciogliere, allungare e rendere flessibili i muscoli. Inoltre Surya Namaskara massaggia gli organi interni e amplia la respirazione. I maestri yoga consigliano di svolgere sempre un "Saluto al Sole" al mattino e comunque sempre prima di una sessione di Hatha Yoga, in quanto prepara il corpo e la mente alle successive asana.

## La serie
La serie di asana, prevede sia la fase statica della posizione che la fase dinamica di passaggio da una asana alla successiva. Questa fase dinamica, fortemente legata alla respirazione, è importantissima per il risultato finale dell'esercizio sia fisico che spirituale.
Una serie completa è costituita da due fasi di 12 posizioni ciascuna, in quanto Ashwa sanchalanasana non è simmetrica. Dunque nella prima fase si realizzerà questa posizione portando avanti la gamba destra e nella seconda fase, portando avanti la sinistra. Inoltre ogni fase è simmetrica dall'inizio alla fine, dove il giro di boa è Ashtanga namaskara e Bhujangasana.
| 1  | Pranamasana          | posizione della preghiera              |  | espirazione  |
| 2  | Hasta uttanasana     | posizione delle mani sollevate         |  | inspirazione |
| 3  | Padahastasana        | posizione delle mani ai piedi          |  | espirazione  |
| 4  | Ashwa sanchalanasana | posizione equestre                     |  | inspirazione |
| 5  | Adho mukha svanasana | posizione del cane che guarda indietro |  | espirazione  |
| 6  | Ashtanga namaskara   | saluto con gli otto arti del corpo     |  | sospensione  |
| 7  | Bhujangasana         | posizione del serpente o del cobra     |  | inspirazione |
| 8  | Adho mukha svanasana | posizione del cane che guarda indietro |  | espirazione  |
| 9  | Ashwa sanchalanasana | posizione equestre                     |  | inspirazione |
| 10 | Padahastasana        | posizione delle mani ai piedi          |  | espirazione  |
| 11 | Hasta uttanasana     | posizione delle mani sollevate         |  | inspirazione |
| 12 | Pranamasana          | posizione della preghiera              |  | espirazione  |